# Francis Nelson
Francis Nelson, född 24 januari 1910 i New York, död 9 mars 1973 i Montclair, var en amerikansk ishockeyspelare.
Nelson blev olympisk silvermedaljör i ishockey vid vinterspelen 1932 i Lake Placid.